# Puławy Chemia
Puławy Chemia – przystanek osobowy  w Puławach, w województwie lubelskim, w Polsce. Znajdują się tu 2 perony.

## Ruch pasażerski[2]
| Rok  | Wymiana pasażerska na dobę |
| ---- | -------------------------- |
| 2017 | 0-9                        |
| 2018 | 0-9                        |
| 2019 | 0-9                        |
| 2020 | 0-9                        |
| 2021 | 10-19                      |
| 2022 | 20-49                      |
| 2023 | 20-49                      |